# Делок, Адам Азметович
Адам Азметович Делок (род. 10 августа 1975, Теучежский район, Краснодарский край) — российский самбист и дзюдоист, призёр чемпионатов России по самбо и дзюдо, призёр чемпионатов Европы по самбо. Выступал в тяжёлой весовой категории (свыше 100 кг). Выпускник Института физической культуры и дзюдо Адыгейского государственного университета.

## Спортивные результаты

### Дзюдо
- Международный турнир 1998 года, Москва — 7 место;
- Международный турнир 1998 года, София — ;
- Чемпионат России по дзюдо 2000 года — ;

### Самбо
- Чемпионат России по самбо 1999 года — ;
- Чемпионат России по самбо 2002 года — ;
- Чемпионат России по самбо 2004 года — ;
- Чемпионат России по самбо 2007 года — ;
- Абсолютный чемпионат России по самбо 2007 года — ;